# Путилин, Кузьма Фёдорович
Кузьма Фёдорович Путилин — сапёр 545-го отдельного сапёрного батальона (274-я стрелковой дивизии, 69-я армия, 1-й Белорусский фронт), ефрейтор.

## Биография
Кузьма Фёдорович Путилин родился в крестьянской семье в Каргатской волости Каинского уезда Томской губернии (в настоящее время (Каргатский район Новосибирской области). Получил начальное образование, работал трактористом на машинно-тракторной станции (МТС).
В декабре 1941 года Каргатским райвоенкоматом был призван в ряды Красной армии. На фронтах Великой Отечественной войны с мая 1944 года.
При форсировании реки Турья в Минской области получил задание проделать проход для движения пехоты. Путилин свою задачу выполнил, сняв при этом 20 мин и провёл пехоту на исходный рубеж. Приказом по 274 дивизии от 20 июля 1944 года он был награждён орденом Красной Звезды.
При форсировании реки Висла, переправившись одним из первых обследовал минные поля противника и поставил свои мины. Получив от командования задачу по проделыванию проходов в заграждениях, Путилин сделал проход в своём минном поле, после чего обследовал заграждения противника и заминировал их 25 килограммами взрывчатки, замаскировав её. На следующую ночь с 3 на 4 ноября 1944 года он в сопровождении роты пехоты, скрытно подобрался к заминированному им участку заграждения, проверил готовность к взрыву и по команде командира роты взорвал заграждение, проделал проход для пехоты. Выполнив задачу с сапёрами вернулся в часть не имея потерь. Приказом по 274-й дивизии от 6 ноября 1944 года Путилин был награждён орденом Славы 3-й степени.
Возглавляя группу сапёров в районе города Пулавы, заминировал проволочное заграждение противника, разместив под заграждением 30 килограмм взрывчатки и замаскировал её, и разминировал, установленные им мины, для действий группы захвата по поимке контрольного пленного. Следующим вечером 22 ноября 1944 года он с группой разведчиков подобрался в этом месте к заграждению и проверив мины, ушёл на подготовленную позицию и по команде командира группы захвата привёл их в действие. Однако взрыва не произошло. Тогда Путилин вернулся к заграждению и заменил взрыватели, после чего вновь дёрнул за шнур подрыва. Разведчики прошли через проделанный проход, а Путилин с ещё одним сапёром остались дожидаться возвращения разведчиков. По их возвращении прикрывали их огнём из личного оружия и благополучно добрались до своих траншей. Приказом по войскам 69-й армии от 23 ноября 1944 года Путилин был награждён орденом Славы 2-й степени.
26 ноября 1944 года приказом по 61-му корпусу был награждён медалью «За отвагу» за то, что отразил атаку противника и огнём из своего автомата и пулемёта вышедшего из строя расчёта уничтожил много солдат противника и обратил их в бегство.
В ночь на 14 января 1945 года ефрейтор Путилин возглавлял тройку сапёров, которых посадили на танк с задачей разминирования проходов в минных полях. Во время операции Путилин подбадривал сапёров и указывал им на необходимость подготовки большего числа удлинённых и сосредоточенных зарядов. Сам Путилин с помощью взрывчатки проделал 2 прохода в деревянных надолбах. Когда танк проходил вторую линию траншей противника, Путилин был ранен осколком снаряда, но отказался покидать танк до окончания выполнения боевой задачи. Покинул его после того, как он провёл танк через всю глубину обороны противника и убедился в выполнении своей задачи, как сапёра. Указом Президиума Верховного Совета СССР от 31 мая 1945 года он был награждён орденом Славы 1-й степени.
Ефрейтор Путилин вернулся на родину после демобилизации в октябре 1946 года. Жил в посёлке Юный Ленинец Новосибирского района, Работал трактористом в опытном хозяйстве.
Скончался Кузьма Фёдорович Путилин 2 ноября 1970 года.